# M/S Albert
Den motoriserade pråmen Albert var en motoriserad kopia av en pråm som användes i Strömsholms kanal under 1900-talet.
Den motoriserade pråmen Albert byggdes som ett arbetsmarknadsprojekt i Hallstahammar under 1994 - 1995. Den användes till 2010 då den lades upp på land med behov av reparationer. Albert har renoverats under 2016 – 2017 och skulle sjösättas och användas från juli 2017.  Pråmen blev underkänd och ansågs inte sjöduglig vid Transportstyrelsens inspektion. Den låg fortfarande 2019 på land i väntan på beslut.. Pråmen var till salu, men blev inte såld. År 2021 beslutades att pråmen skulle huggas upp och skrotas. Arbetet med detta påbörjades i november 2021 och skulle vara klart i april 2022. I botten fanns järntrackor som ballast, flera rostfria tankar och båtmotorn. Trägodset vägde 20 ton och barlasten 30 ton.